# Max Merten
Max Merten, auch Maximilian Merten, (* 8. September 1911 in Berlin-Lichterfelde; † 21. September 1971 in West-Berlin) war ein deutscher Jurist und Verwaltungsoffizier der Heeresgruppe E in Thessaloniki im Range eines Hauptmanns.

## Leben
Nach dem Abitur 1930 studierte Merten Jura an der Friedrich-Wilhelms-Universität in Berlin. Am 28. Juli 1937 beantragte er die Aufnahme in die NSDAP und wurde rückwirkend zum 1. Mai desselben Jahres aufgenommen (Mitgliedsnummer 4.363.753), was er später bestritt. 1938 wurde er Gerichtsassessor und 1939 Landgerichtsrat im Reichsjustizministerium. Bei Beginn des Krieges wurde er aufgrund einer früheren Verletzung beim Luftgaukommando in Berlin-Dahlem als Schreiber eingesetzt. Ende Juli 1942 erfolgte seine Ernennung zum Kriegsverwaltungsrat und Versetzung zum Wehrmachtsbefehlshaber Saloniki-Ägäis in Saloniki. Dort leitete er als Nachfolger von Karl Marbach im Rang eines Hauptmanns die Abteilung „Verwaltung und Wirtschaft“, die für die Versorgung der Truppe und der Zivilbevölkerung in Westmakedonien zuständig war.

## Mitwirkung an der Verfolgung von Juden in Saloniki
Merten unterzeichnete Befehle zur Kennzeichnung, zur Ghettoisierung und zum Vermögenseinzug der Juden. Diese Maßnahmen erleichterten es Alois Brunner und Dieter Wisliceny, den Massenmord an den Juden von Saloniki durchzuführen.
Im Herbst 1942 hatte er mit dem Versprechen, 9.000 Männer noch vor Anbruch des Winters aus der Zwangsarbeit auszulösen, von der jüdischen Gemeinde in Saloniki noch 2,5 Milliarden Drachmen und die Übertragung des jüdischen Friedhofs erpresst. Die Grabsteine wurden zu Pflasterarbeiten und unter anderem zum Bau eines Schwimmbades für die deutschen Besatzer verwendet. Merten unterzeichnete am 6. Februar 1943 eine Anordnung von Johannes Haarde, dem Befehlshaber Saloniki-Ägäis, mit der die Kennzeichnung und Ghettoisierung der Juden von Saloniki eingeleitet wurde. Am 25. Februar erließ Merten den Befehl zum Ausschluss der Juden aus Berufsverbänden. Auf Anordnung des Befehlshabers Saloniki-Ägäis wurde im März 1943 eine Dienststelle zur Verwaltung des Judenvermögens eingerichtet. Bei der Auswahl griechischer Treuhänder für die mehr als 10.000 jüdischen Häuser und 2300 Läden intervenierte Merten mehrfach; nach Kriegsende wurde ihm auch persönliche Bereicherung vorgeworfen.
Ab Frühjahr 1943 wurden 48.974 Juden aus Saloniki in Vernichtungslager nach Polen deportiert, 37.386 wurden sofort vergast. Der von Eichmann mit der Deportation beauftragte Dieter Wisliceny erklärte später, „die Aktion in Saloniki sei nur durch die enge Zusammenarbeit mit der Militärverwaltung möglich gewesen“.

## Nachkriegszeit und Gerichtsverfahren
1946 war Merten in Dachau inhaftiert. Die Amerikaner boten der griechischen Regierung seine Auslieferung an, aber diese lehnte mit Hinweis auf sein untadeliges Verhalten während der Besatzung ab.
Merten arbeitete als Rechtsanwalt in Berlin. 1952 war er einer der Gründer der Gesamtdeutschen Volkspartei.
1957 wurde er bei einem Besuch in Griechenland festgenommen und im März 1959 von einem Sondermilitärgericht wegen der Deportation der jüdischen Bevölkerung von Thessaloniki zu 25 Jahren Zuchthaus verurteilt; vom Vorwurf der Repressalien gegen die Zivilbevölkerung wurde er freigesprochen.
Die damalige Bundesregierung unter Kanzler Konrad Adenauer übte Druck auf den griechischen Premierminister Konstantinos Karamanlis aus und versuchte, den Fall Merten mit dem deutsch-griechischen Globalabkommen zu verbinden. Am 23. Oktober 1959 verabschiedete das griechische Parlament ein Gesetz, das die Einstellung aller Kriegsverbrecherverfahren, die Auflösung des nationalen Kriegsverbrecherbüros und die Abschiebung aller Häftlinge beinhaltete. Merten wurde wenige Tage später nach insgesamt 30 Monaten Haft in die Bundesrepublik abgeschoben.
Nach seiner Rückkehr behauptete Merten unter anderem, er sei 1942 in Berlin und Saloniki mit Adolf Eichmann zusammengetroffen und habe über die Ausreise von 20.000 Juden nach Palästina verhandelt. Der damalige Ministerialbeamte im Reichsinnenministerium Hans Globke habe jedoch seine Zustimmung verweigert. In seiner eidesstattlichen Zeugenaussage zur Vorlage im Eichmann-Prozess konnte Merten sich dann an Namen und Personen, mit denen er verhandelt haben wollte, nicht erinnern.
Ein von dem Hessischen Generalstaatsanwalt Fritz Bauer in Frankfurt begonnenes Ermittlungsverfahren gegen Globke wurde im Mai 1961 von der Staatsanwaltschaft Bonn eingestellt, an die das Verfahren auf Betreiben Konrad Adenauers abgegeben worden war. Es habe sich „nicht der geringste Anhaltspunkt für die Wahrheit der von Merten aufgestellten Behauptungen“ ergeben. Dafür wurde ein Ermittlungsverfahren gegen Merten wegen falscher Verdächtigung und Falschaussage eingeleitet. Da Merten nicht zur Hauptverhandlung erschien, wurde das Verfahren ergebnislos ausgesetzt. Nachdem er die griechische Regierung der Kollaboration mit den deutschen Besatzern bezichtigt hatte, wurde Merten im November 1961 in Griechenland wegen übler Nachrede in Abwesenheit zu vier Jahren Haft verurteilt.
Merten wurde auch durch die Kanzlei von Gustav Heinemann und Diether Posser vertreten.
Später wurde er für seine Zeit in griechischer Haft vom deutschen Staat entschädigt. 1968 stellte das Landgericht Berlin ein Ermittlungsverfahren wegen Beihilfe zum Mord an über 50.000 Juden in Griechenland ein.